# Macrodiplax
Genre
Macrodiplax est un genre d'insectes de la famille des Libellulidae, appartenant au sous-ordre des anisoptères dans l'ordre des odonates. Il comprend deux espèces.

## Espèces du genreMacrodiplax
- Macrodiplax balteata (Hagen, 1861)
- Macrodiplax cora (Brauer, 1867)